# Ismail al-Wali

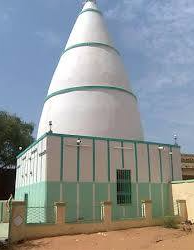
Qubba von Ismail al-Wali im Viertel al-Qubba in El Obeid

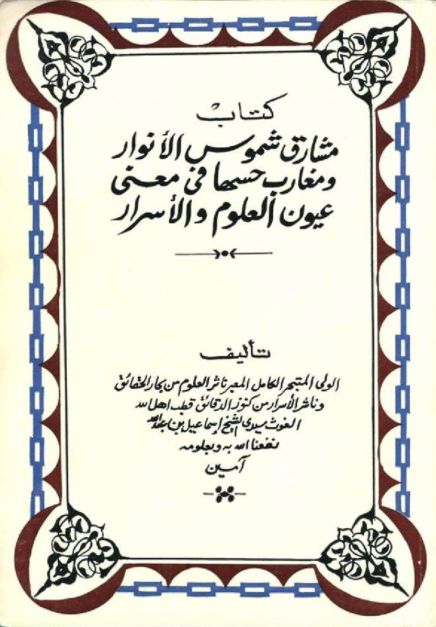
Mashāriq shumūs al-anwār

Ismail al-Wali (arabisch إسماعيل الولي Isma’il al-Wali, DMG Ismāʿīl al-Walī; geb. 1793 in El Obeid; gest. 1863 ebenda) war ein sudanesischer Sufi-Scheich und Gründer des Ordens der Ismailiyya (arabisch الإسماعيلية al-Ismāʿīlīya) im Sudan.
Ismail al-Wali wurde in El Obeid, dem Hauptort der Region Kordofan, geboren. Er gehörte der malikitischen Rechtsschule an. Er hinterließ eine große Fülle von Werken, von denen die meisten in Manuskriptform existieren.
Der Orden wurde 1821 gegründet und gilt als der einzige echte und ursprüngliche sudanesische Sufi-Orden, da alle anderen Sufiorden im Sudan von Scheichs von außerhalb des Landes eingeführt wurden. Dieser Sufiorden ist Sudan Memory zufolge in Nord-Kordofan, Omdurman, Weißer Nil und in den nördlichen Bundesstaaten weit verbreitet und hat schätzungsweise 25.000 Anhänger. In El Obeid findet am Geburtstag des Gründers auch ein Sufi-Fest des Ordens statt.